# Норко (Калифорния)
Норко (англ. Norco) — город в округе Риверсайд, штат Калифорния, США. Население по данным переписи 2010 года — 27 063 человека.

## География
По данным Американского бюро переписи населения, общая площадь города составляет 36,98 км², в том числе 36,16 км² — суша и 0,82 км² — водные пространства (2,22 %).

## История
Город был инкорпорирован 28 декабря 1964 года.

## Население
Согласно данным переписи населения 2010 года, в городе насчитывалось 27 063 жителя. Плотность населения, таким образом, составляла 732 человека на км². Расовый состав населения города был таков: 76,3 % — белые; 7,0 % — афроамериканцы; 0,9 % — индейцы; 3,1 % — азиаты; 0,2 % — представители населения островов Тихого океана; 9,3 % — представители иных рас и 3,2 % — представители двух и более рас. 31,1 % населения определяли своё происхождение как испанское (латиноамериканское).
Из 7023 домохозяйств на дату переписи 40,3 % имели детей; 62,0 % были женатыми парами. 14,7 % домашних хозяйств было образовано одинокими людьми, при этом в 6,5 % домохозяйств проживал одинокий человек старше 65 лет. Среднее количество людей в домашнем хозяйстве составляло 3,23; средний размер семьи — 3,53 человек.
Возрастной состав населения: 20,3 % — младше 18 лет; 10,3 % — от 18 до 24 лет; 29,0 % — от 25 до 44 лет; 30,7 % — от 45 до 64 лет и 9,7 % — 65 лет и старше. Средний возраст — 39,5 лет. На каждые 100 женщин приходится 136,8 мужчин. На каждые 100 женщин старше 18 лет — 146,7 мужчин.
Средний доход на домохозяйство составляет $82 074, при этом 9,9 % населения проживает за чертой бедности.
Динамика численности населения города по годам:
| 1950 | 1960 | 1970   | 1980   | 1990   | 2000   | 2010   |
| ---- | ---- | ------ | ------ | ------ | ------ | ------ |
| 1584 | 4964 | 14 511 | 19 732 | 23 302 | 24 157 | 27 063 |